# هلن بگلی
هلن بگلی(به انگلیسی: Helen Badgley) بازیگر امریکایی بود. او در نیویورک امریکا به دنیا امد و در عصر فیلمهای صامت به عنوان کودک بازیگر ایفای نقش کرد.